# Képes Újság (folyóirat, 1922)
A Képes Újság Kolozsvárt szerkesztett és Aradon kiadott, rövid életű szépirodalmi és társadalmi folyóirat (1922).

## Története
Első száma 1922. augusztus 22-én jelent meg Kovács Imre felelős szerkesztő kiadásában, 2–3. kettős száma pedig – amelyet Roboz Béla szerkesztett – október 1-jén. Az indulásától fogva technikai nehézségekkel küzdő félhavi folyóirat az 1910-es évek elején megjelent Erdélyi Lapok nyomdokaiba szándékozott lépni, vagyis mind tartalmában, mint képanyagával a középosztály műveltségi igényeihez igazodott.
Ismert munkatársai: Juhász Gyula, Kiss Ernő és Reményik Sándor. Irodalomtörténeti szempontból az 1. számnak R (Rass Károly?) Így nyírtok ti címen a Napkelet irányvonalát és a nagyváradi Ady-kultusz kinövéseit bíráló vitaindítása, valamint a 2–3. számban Juhász Gyula verseihez fűzött szerkesztőségi kommentár érdemel figyelmet; képanyagából a segesvári Petőfi-ünnepségekről közölt fényképfelvételek és az íróportrék emelkednek ki.